# Skoki narciarskie w Kirgistanie
Jedynym reprezentantem Kirgistanu w skokach narciarskich, który startował w zawodach organizowanych przez Międzynarodową Federację Narciarską, był Kazach z kirgiskim paszportem – Dmitrij Czwykow. Po uprzednich występach w reprezentacji Kazachstanu, w 1999 został reprezentantem Kirgistanu. Jego osobistym trenerem był Kazach Pawieł Wasiljew. W barwach Kirgistanu Dmitrij Czwykow wystąpił na Zimowych Igrzyskach Olimpijskich w 2002 w Salt Lake City, zajmując 41. miejsce na skoczni normalnej oraz 39. na dużej. Wcześniej wystąpił w 7 konkursach Pucharu Świata (w latach 2000–2002), najwyżej plasując się na 31. miejscu (najwyższym niepunktowanym) w Engelbergu 16 grudnia 2001. Karierę zakończył w 2003.
Kilkanaście lat później w bazie FIS została zarejestrowana kirgiska skoczkini Marina Petrowa, która nie ma do tej pory na koncie występów w zawodach pod egidą FIS (podobnie jak dwoje zarejestrowanych kombinatorów norweskich Alina Kim i Kiriłł Opłaczkin).